# Kościół Narodzenia Najświętszej Maryi Panny w Strzelcach
Kościół Narodzenia Najświętszej Maryi Panny w Strzelcach – rzymskokatolicki kościół parafialny należący do parafii pod tym samym wezwaniem (dekanat strzeliński archidiecezji gnieźnieńskiej).
Obecny kościół został zbudowany w pierwszej połowie XVII wieku. Budowla jest drewniana, jednonawowa, wiele razy była odnawiana i przebudowywana, co spowodowało zatarcie jej starych cech stylowych. Wnętrze świątyni jest ozdobione rokokowymi ołtarzami: głównym z obrazem Matki Bożej z Dzieciątkiem i bocznym, a także krucyfiksem z XVIII wieku.